# Red Flag Act

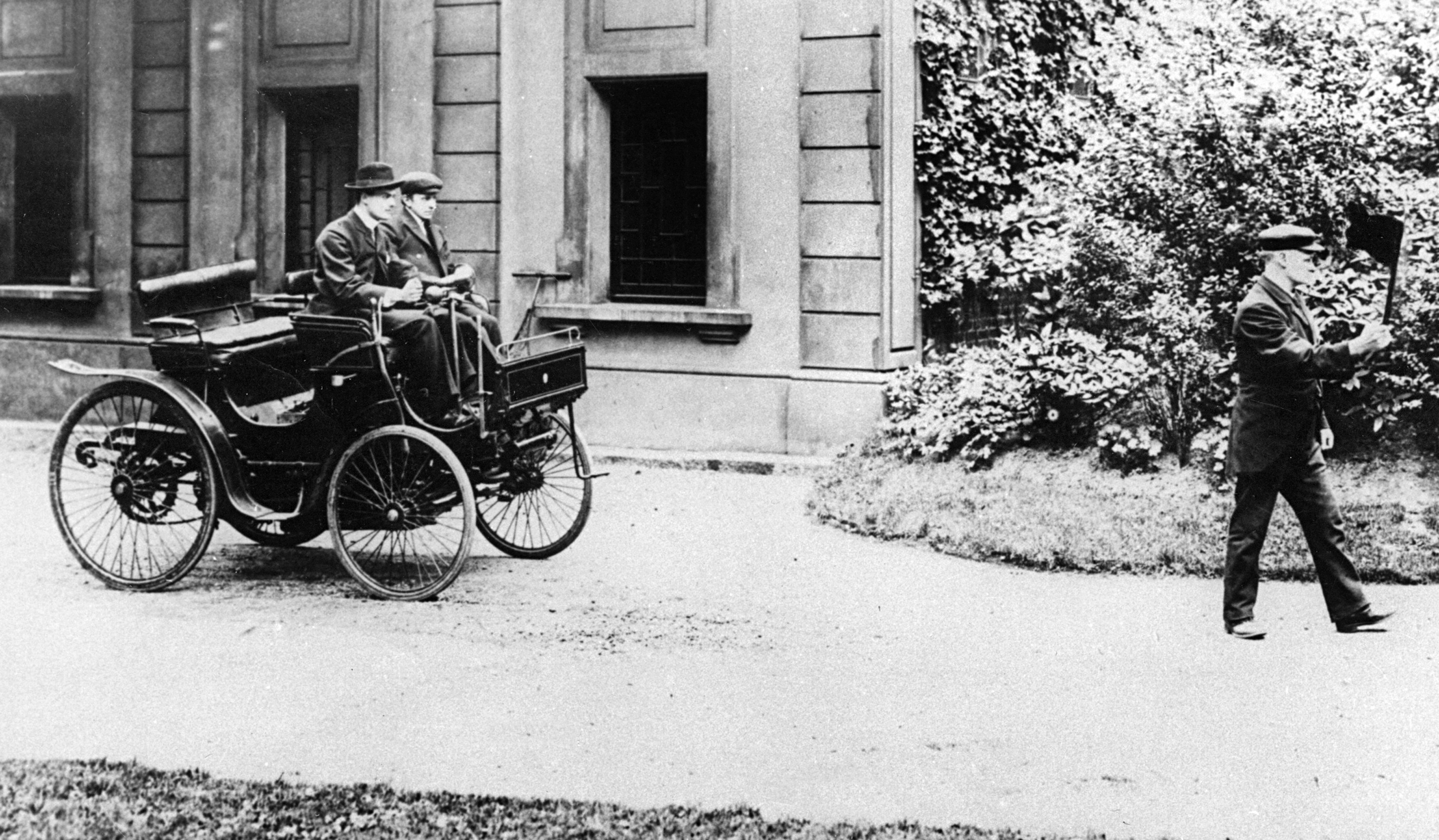
Charles Rolls am Steuer eines Peugeot um 1896; vorneweg geht ein Fußgänger mit Warnflagge.

Der Red Flag Act oder auch Locomotive Act war ein Gesetz im Vereinigten Königreich Großbritannien und Irland, das 1865 eingeführt und 1896 wieder abgeschafft wurde. Es sollte dazu dienen, Unfälle im Straßenverkehr durch die immer weiter verbreiteten Dampfwagen zu vermeiden. Das Gesetz schrieb vor, dass ein Gefährt ohne Pferde oder ein Automobil mit einer Geschwindigkeit von maximal 4 Meilen in der Stunde (~ 6,4 km/h) fahren durfte. Innerhalb der Ortschaften betrug das Limit 2 Meilen pro Stunde. Bei jedem Automobil mussten zwei Personen zum Führen des Fahrzeugs anwesend sein, und ein Fußgänger hatte voraus zu laufen, der zur Warnung der Bevölkerung eine rote Flagge (red flag) tragen musste. Diese Regelung erzwang ein Geschwindigkeitslimit.
Seit Ende 1896 durften Autos und Kraftfahrzeuge wieder schneller als Fußgänger unterwegs sein. Die zulässige Höchstgeschwindigkeit wurde – je nach Gewichtsklasse – auf 5 bis 12 Meilen pro Stunde heraufgesetzt. Zur Feier dieses Anlasses organisierten Automobilfreunde am 14. November 1896 erstmals das London-Brighton-Autorennen.

## Historische Einordnung

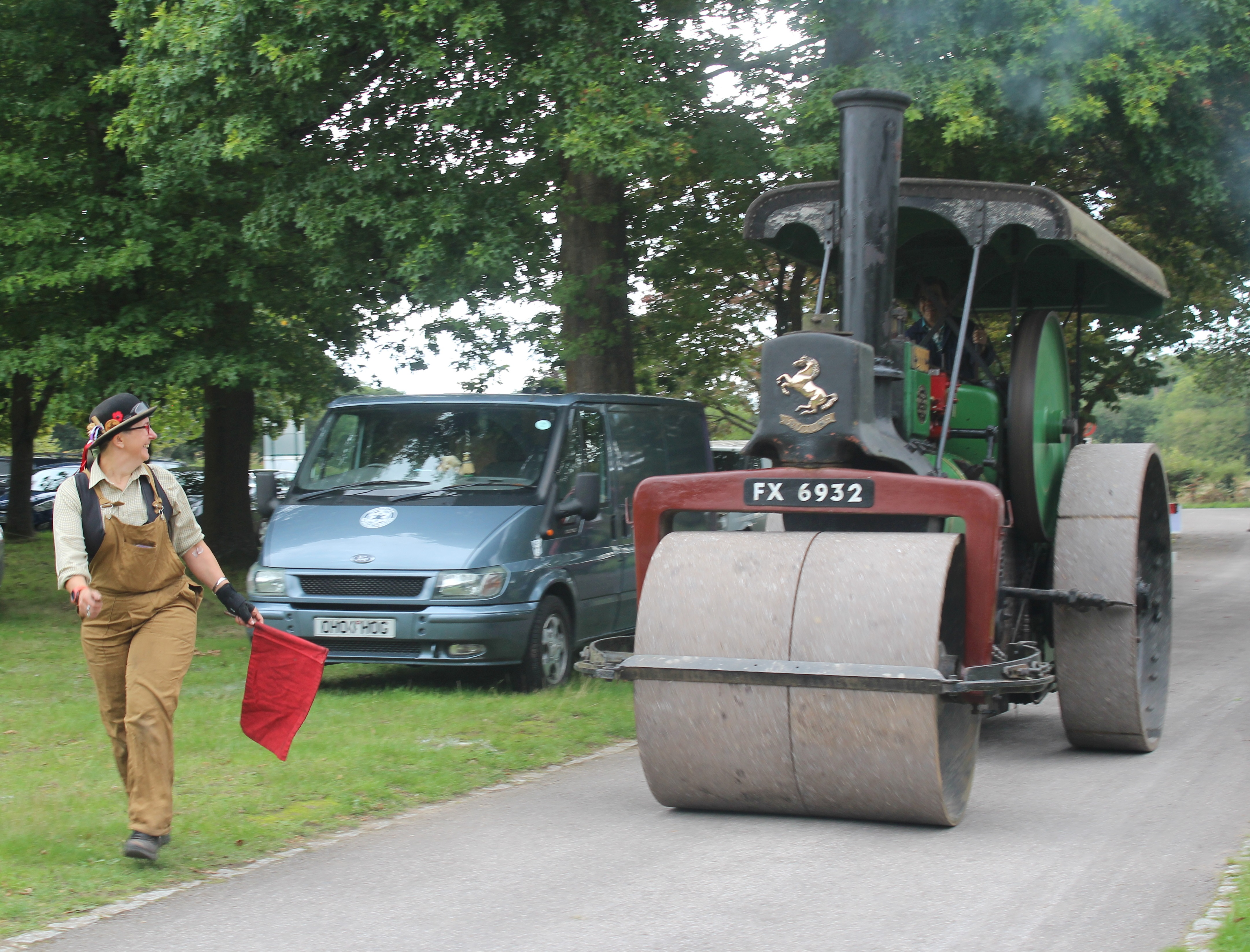
Dampfwalze mit roter Fahne (Rural Life Centre, Tilford, (Surrey))

Einer weit verbreiteten Behauptung zufolge haben die mächtigen Eisenbahngesellschaften sowie die Lobby der Pferdebesitzer die Einführung dieses als drastisch empfundenen Gesetzes veranlasst, um die unliebsame neue Konkurrenz auszuschalten. Es fehlen jedoch Belege für diese These. Es gab in den 1860er Jahren keinen Grund, die Konkurrenz der Lokomotiven auf Straßen zu fürchten, weil deren Zahl gering war und blieb. Andererseits nahm die Zahl der Pferdetransporte im ganzen 19. Jahrhundert und auch noch viele Jahre nach Abschaffung des Red Flag Acts ungehindert zu; die Zahl der Pferdefuhrwerke in Großbritannien erreichte erst in den 1920er Jahren ihren Höhepunkt. Auch die These, das Gesetz habe die Entwicklung des Automobils behindert, erscheint fragwürdig: In Großbritannien entstand eine eigenständige Automobilindustrie zwar erst um das Jahr 1896 und damit 30 Jahre nach Inkrafttreten des Gesetzes und acht Jahre später als etwa im Deutschen Reich (1888), wo es ein vergleichbares Auto-feindliches Gesetz nicht gab. Damals wurde das Gesetz allerdings schon lange laxer gehandhabt und kaum mehr durchgesetzt.

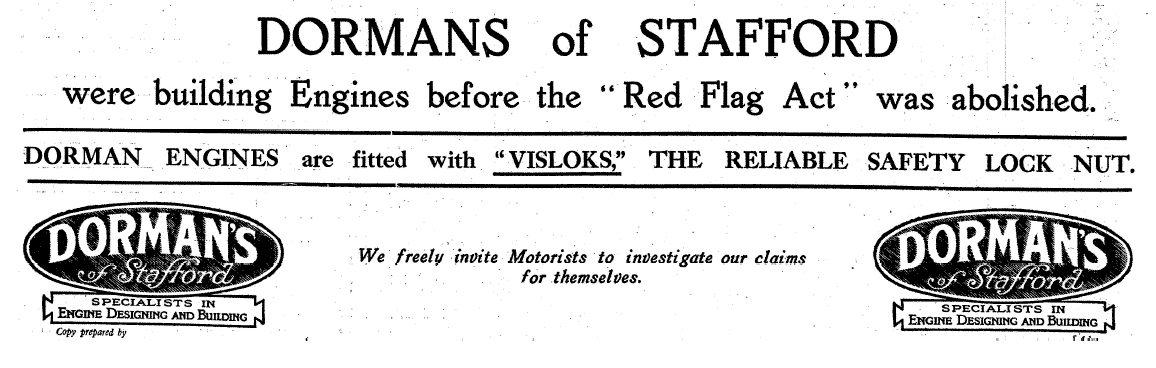
Der Motorhersteller Dormans bezieht sich auf den Red Flag Act (1919)

Unabhängig von diesen Überlegungen feierte die britische Öffentlichkeit, allen voran die Automobilindustrie, die Abschaffung des Gesetzes durch das Oberhaus am 14. August 1896 als Revolution und feierte den Tag noch zwanzig Jahre später alljährlich als Emancipation Day, also als Tag der Befreiung von dem als technikfeindlich empfundenen Red Flag Act.

## Vergleichbare Vorschriften in anderen Ländern
Ähnliche Gesetze, die eine aus heutiger Sicht große Zurückhaltung gegenüber motorisierten Fahrzeugen zum Ausdruck brachten, gab es vielerorts – so musste man in manchen US-amerikanischen Städten eine Autofahrt vorab bei den Behörden anmelden. Im schweizerischen Kanton Graubünden waren Autos von 1900 bis 1925 verboten (Bündner Autoverbot).
Bei der süddeutschen Walhallabahn, die in Konkurrenz zur Straßenbahn Regensburg stand, gab es eine ähnliche Vorschrift. Die vor dem Zug hergehende Person mit der roten Fahne wurde hier im Volksmund bayerisch „Fahnerlbua“ (Fahnenjunge) genannt.